# 1984 Fedynskij
1984 Fedynskij eller 1926 TN är en asteroid i huvudbältet, som upptäcktes 10 oktober 1926 av den sovjetiske astronomen Sergej Beljavskij vid Simeiz-observatoriet på Krim. Den har fått sitt namn efter den sovjetisk-ryske astronomen och geofysikern Vsevolod Fedynskij (1908–1978).
Asteroiden har en diameter på ungefär 66 kilometer.